# Thallus
Thallus (grec ancien : Θάλλος) (Ier s. ap. J.-C. ?) est un historien de l’antiquité grecque.

## Biographie
La date d’activité et l'origine géographique de Thallus sont inconnues, ainsi que le reste de sa biographie ; on a parfois proposé de l'identifier avec l'affranchi Tiberius Claudius Thallus, de Samarie, du Ier siècle, mais cette hypothèse est très fragile,. B. Garstad date son œuvre d'environ 100 ap. J.-C.

## Œuvre
Il ne reste que quelques rares fragments, parfois difficiles à comprendre, de la production de Thallus. Il est l'auteur d'une Historiai (Chronologie) en trois volumes débutant au moment mythique de la guerre de Troie (vers 1184 av. J.-C., selon la datation traditionnelle). Cependant, Théophile d'Antioche écrit que Thallus mentionne Bélus, le roi mythique d'Assyrie, peut-être dans une préface. L'ouvrage pourrait s'achever, selon les sources à des dates différentes. 112/109 av. J.-C. (167es jeux olympiques) est évoqué par Eusèbe de Césarée,. Georges le Syncelle cite Julius Africanus évoquant la description par Thallus de l'obscurité tombant sur le monde au moment de la mort de Jésus, ce qui permet d'émettre une autre hypothèse sur une fin possible de l'ouvrage puisqu'aucune date postérieure n'est connue dans les fragments conservés. Dès lors, l'œuvre pourrait s'achever à la 202e olympiade (29 à 32 ap. J.-C.) ou un peu après. Selon certaines savants modernes (Julius Heinrich Petermann et Josef Karst, traducteurs d'Eusèbe de Césarée à la fin du XIXe siècle) l'ouvrage irait jusqu'à 88/91 ap. J.-C. (217es jeux olympiques).
Thallus a été lu et cité par divers auteurs chrétiens (par exemple, Julius africanus) comme témoin païen de l'historicité de Jésus-Christ.